# Đánh khăng

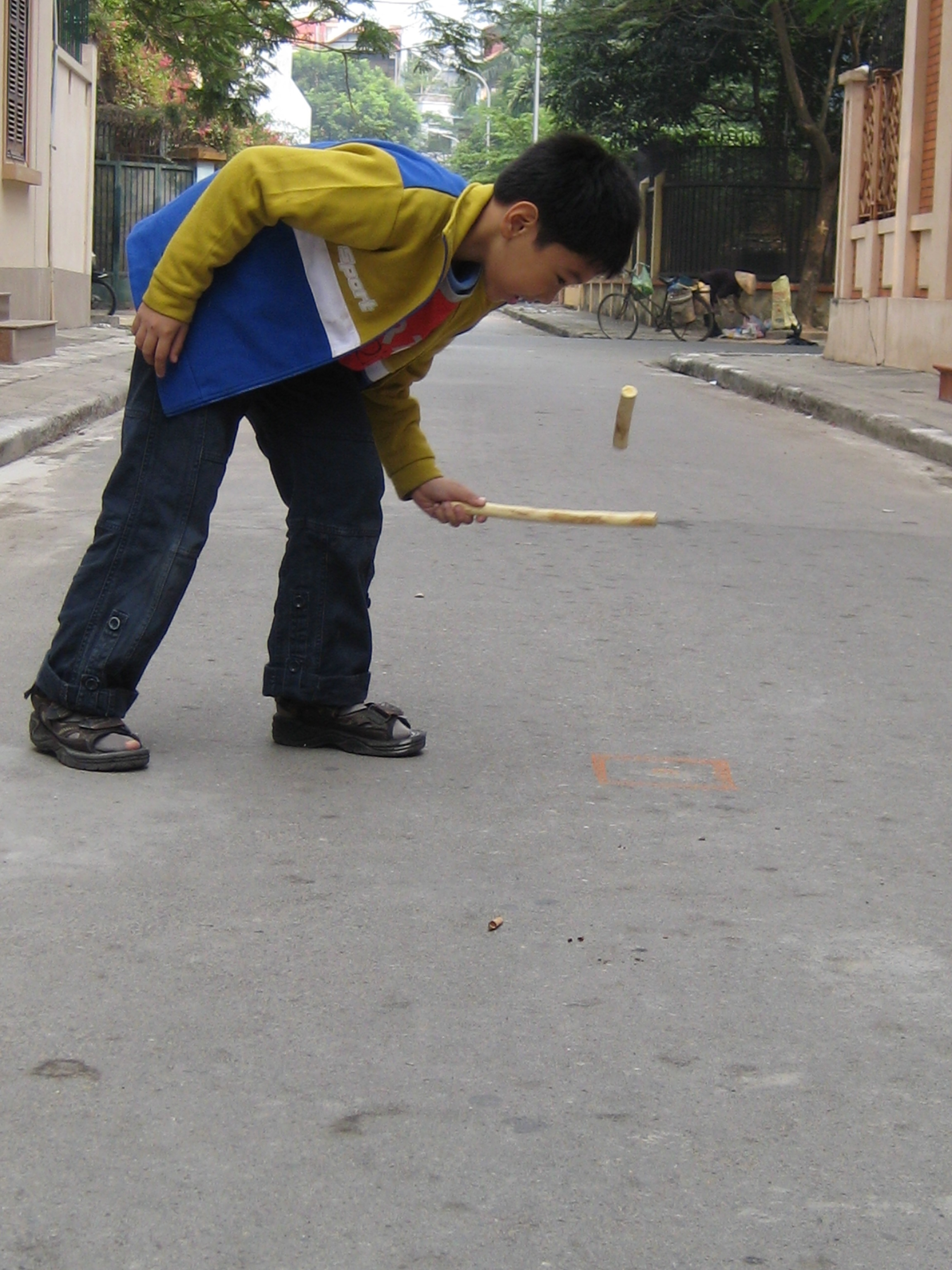
Cú đánh

Đánh khăng (hay Đánh trỏng ở miền Nam), còn gọi là chơi khăng hay chơi khăng lồ là một trò chơi dân gian của Việt Nam. Đây là trò chơi tập thể ngoài trời chủ yếu dành cho các bé trai và được thấy ở nhiều sắc tộc trên khắp lãnh thổ Việt Nam.

## Dụng cụ

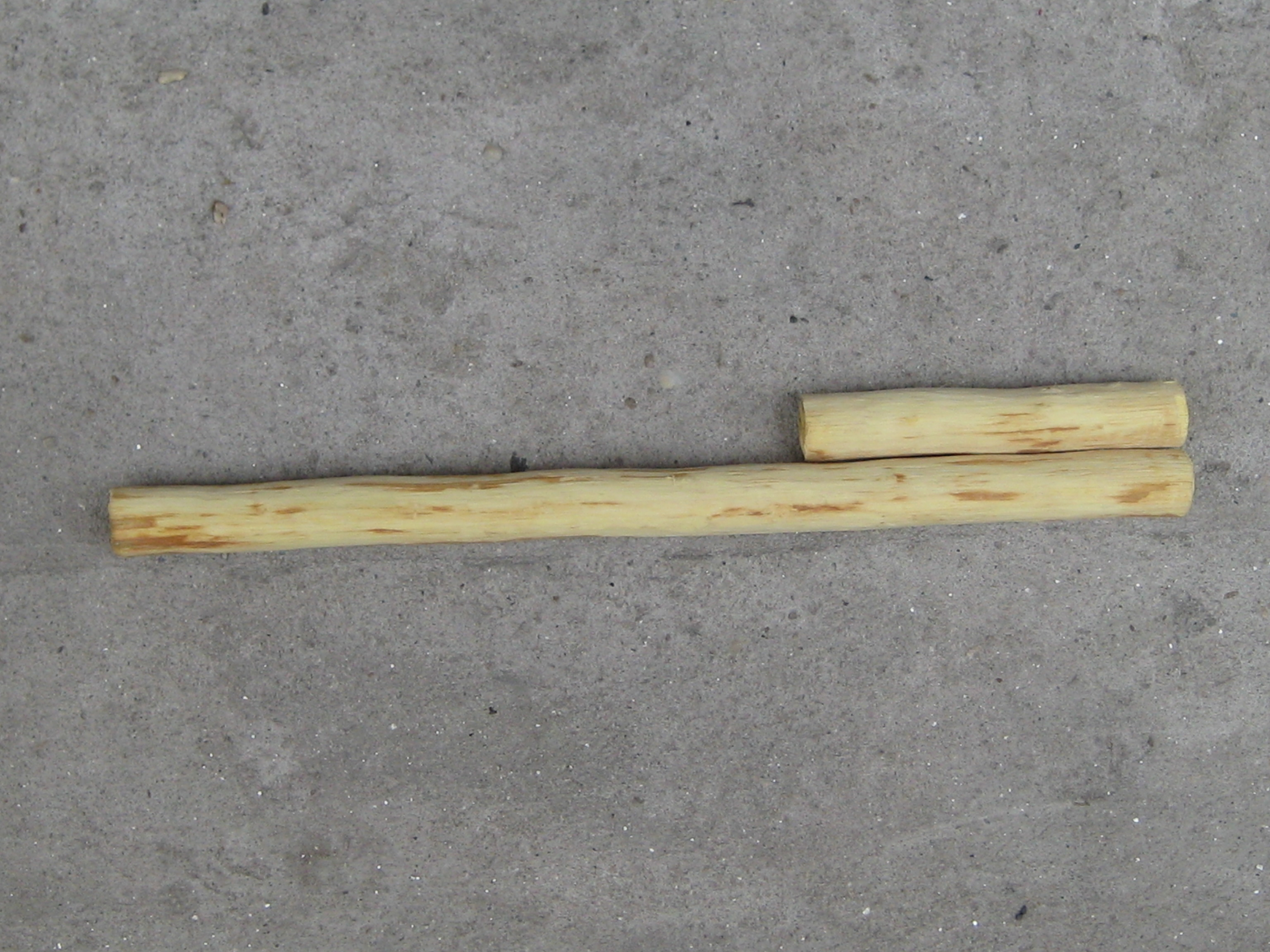
Bộ khăng

Dụng cụ đánh khăng rất đơn giản, bộ khăng chỉ gồm hai thứ là cái và con, có nơi gọi là gà mẹ và gà con. Cái và con là những thanh gỗ hình trụ có kích thước và trọng lượng phù hợp với người chơi. Cái có độ dài vừa phải tùy theo người chơi và thường từ 30 cm đến 40 cm, đường kính khoảng 2 cm đến 3 cm. Con có chiều dài phổ biến trong khoảng từ 1/3 đến 1/2 chiều dài của cái. Dụng cụ đánh khăng thường được làm từ những loại gỗ không quá nhẹ để có thể bay xa nhưng không quá nặng dễ gây nguy hiểm khi chơi. Trẻ em thường kiếm những cành tre đực hay cành cây có đường kính và chiều dài thích hợp và chặt ra làm dụng cụ đánh khăng.

## Sân chơi
Đây là trò chơi tập thể nên sân chơi thường là bãi trống, đường đi...có mặt bằng tương đối phẳng. Sân chơi hình chữ nhật, kích thước linh hoạt và diện tích tùy thuộc số lượng người chơi để có mật độ hợp lý. Một đầu của sân chơi khoét một lỗ nhỏ hình chữ nhật có một cạnh ngắn hơn hướng về phía kia của sân chơi, gọi là lò. Khoét hoặc kê lỗ lò là để kê lồ con. Lồ con được đặt một phần trong lò một phần nhô lên khỏi mặt đất. Khi đập lồ cái vào phần nhô lên mặt đất của lồ con. Khi đó lồ con sẽ nảy lên thì lấy lồ cái vụt lồ con về phía đối phương chặn đỡ. Trẻ em tường dùng chính dụng cụ chơi để khoét lò trên nền đất, nếu gặp nền sân chơi cứng thì hay dùng một hoặc hai miếng gạch, đá kê song song và sát nhau làm lò. Chiều rộng của lò hoặc khoảng trống giữa hai miếng gạch, đá...hơi nhỏ hơn con một chút để có thể đặt con nằm ngang lên trên lò. Cách lò một cự ly hợp lý (thường từ 2m đến 3m hoặc quy ước chặt chẽ hơn là 10 lần chiều dài của cái...) kẻ một vạch ngang để làm mốc. Trường hợp sân chơi có không gian quá rộng thì kẻ hai vạch biên dọc từ lò đến cuối sân để giới hạn chiều rộng. Những chỗ chơi có biên dọc sẵn có như đường đi, sân dài vừa phải rất thuận tiện cho đánh khăng.

## Kỹ thuật

### Kỹ thuật đánh

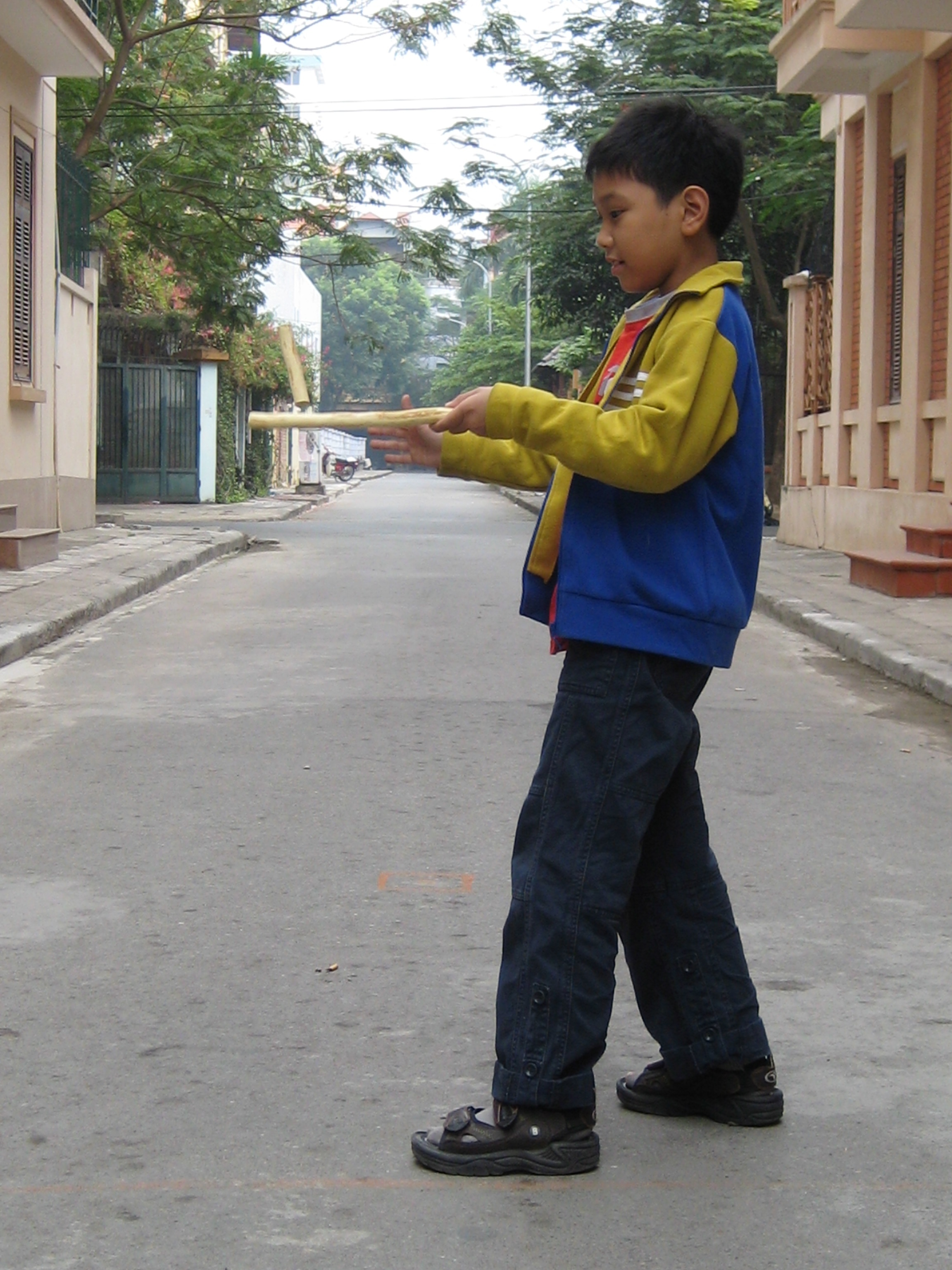
Kỹ thuật khấc

- Khấc: là kỹ thuật một tay cầm cái, tay kia đặt con tiếp xúc với cái sau đó buông tay giữ con ra đồng thời dùng cái hất con lên rồi đánh nhẹ cho con nảy trên không với mục đích càng được nhiều lần càng tốt cho đến khi con bị rơi xuống đất. Mỗi lần cái chạm vào con tính là một lần khấc. Trong kỹ thuật khấc có thể dùng cái đánh vào điểm bất kỳ của con hay yêu cầu cao hơn là chỉ đánh vào đầu mút của nó (nếu đánh theo yêu cầu này thì khi chuẩn bị phải để con theo chiều thẳng đứng, một đầu tiếp xúc với cái).
- Cầy hay còn gọi là dích (ở miền Trung): là kỹ thuật để con nằm ngang trên lò rồi dùng cái đặt xuống dưới con để hất con bay đi.
- Mắm hay phạt: là kỹ thuật cầm cả cái lẫn con bằng một tay sau đó tung con lên rồi dùng cái đánh con bay đi.
- Gà: là kỹ thuật khó nhất của đánh khăng, con được đặt nằm dọc theo lò, một đầu (thường là đầu hướng về phía cuối sân), ghếch lên thành lò; người chơi dùng cái gõ vào đầu ghếch lên sao cho con nảy lên; trong khi con chưa chạm đất, dùng cái đánh con bay đi. Nếu dùng gạch, đá... làm lò thì kê con ghếch một đầu lên miếng gạch để thực hiện kỹ thuật này.

### Kỹ thuật cản phá
Khi người đánh thực hiện cú đánh cho con bay đi, những người cản phá sẽ thực hiện kỹ thuật bắt con trong khi con còn đang ở trên không (con chưa chạm đất hoặc đã chạm đất nhưng lại nảy lên). Trường hợp không bắt được con thì người cản phá cũng cố gắng chạm vào con làm cho con không bay được xa. Trẻ em Việt Nam chơi hầu như không có dụng cụ bảo hiểm nên khi cản phá dễ bị đau, chấn thương thậm chí đến mức nguy hiểm.

## Luật chơi
- Mục tiêu để giành chiến thắng: thực hiện lần lượt các kỹ thuật đánh để giành được càng nhiều điểm càng tốt hoặc đạt số điểm mục tiêu trước đối phương.
- Trò chơi này dành cho hai người trở lên, có thể chơi theo thể thức từng người thi đấu vòng tròn tính điểm hoặc chia thành hai đội chơi có số lượng người bằng nhau và tính điểm đồng đội bằng cách cộng điểm của các thành viên. Để xác định người chơi hoặc đội chơi được quyền đánh trước, những người tham gia thường thực hiện kỹ thuật khấc (khấc nghĩa là lấy lồ cái khấc lồ con), người chơi có số lần khấc nhiều hơn được quyền đánh trước. Nếu chơi đồng đội thì mỗi đội cử ra một đại diện để khấc. Một cách xác định quyền đánh trước khác là thay vì thực hiện kỹ thuật khấc sẽ thực hiện kỹ thuật mắm, người đánh được con bay xa hơn có quyền đánh trước.
- Thể thức ghi điểm: người chơi khi đến lượt sẽ lần lượt thực hiện các kỹ thuật cầy, mắm cho đến gà để ghi điểm tích lũy. Khi đánh cầy hoặc gà, con đặt tại lò còn ở động tác mắm, người chơi cầm con đứng ở sát vạch ngang làm mốc để đánh. Khi một người tìm cách ghi điểm, đối phương sẽ cố gắng cản phá. Những người cản phá đứng ở phía trên vạch ngang làm mốc theo hướng đánh và bao gồm mọi người chơi còn lại nếu chơi theo thể thức cá nhân vòng tròn tính điểm hoặc toàn đội đối phương nếu chơi đồng đội. Điểm của một cú đánh chỉ có thể được tính khi con thoát khỏi sự cản phá và dừng lại trên mặt đất ở phía trên vạch ngang làm mốc theo hướng đánh. Trường hợp bên cản phá bắt được con khi nó chưa chạm đất thì người đánh không được tính điểm cho lần đánh đó và mất lượt chơi. Trường hợp những người cản phá bắt được con khi con đã chạm đất rồi nảy lên thì người bắt được sẽ thực hiện một cú nhảy ba bước về phía lò (hay còn gọi là lồ), điểm tiếp đất sẽ tính là điểm con dừng lại trên mặt đất (đương nhiên nếu điểm tiếp đất vượt quá vạch ngang làm mốc thì con cũng coi như chưa qua vạch). Sau khi đã thực hiện xong kỹ thuật có thể ghi điểm, người đánh đặt cái nằm ngang trên lò. Tại điểm con dừng lại trên mặt đất, một trong những người cản phá sẽ dùng con ném về phía cái sao cho nó bật ra khỏi lò hoặc chạm lò, con dừng lại càng gần lò càng tốt. Nếu cái không bị ném bật ra khỏi lò hoặc con dừng lại cách lò một khoảng dài hơn chiều dài của cái thì cú đánh mới được tính điểm cho người đánh. Trường hợp một trong những người cản phá bắt được con khi nó chưa chạm đất thì điểm lại được tính cho người bắt được. Cách tính điểm như sau:
  - Ở động tác cầy và mắm: người đánh dùng cái để đo từ lò đến điểm con dừng trên mặt đất, được bao nhiêu lần thì ghi được bấy nhiêu điểm.
  - Ở động tác gà: người đánh dùng con để đo từ điểm con dừng lại trên mặt đất về đến lò, được bao nhiêu lần thì ghi được bấy nhiêu điểm.

Nếu trong bất kỳ lần đánh nào, người thực hiện không ghi được điểm thì phải nhường quyền đánh cho người kế tiếp.

## Một số tập quán của trò chơi

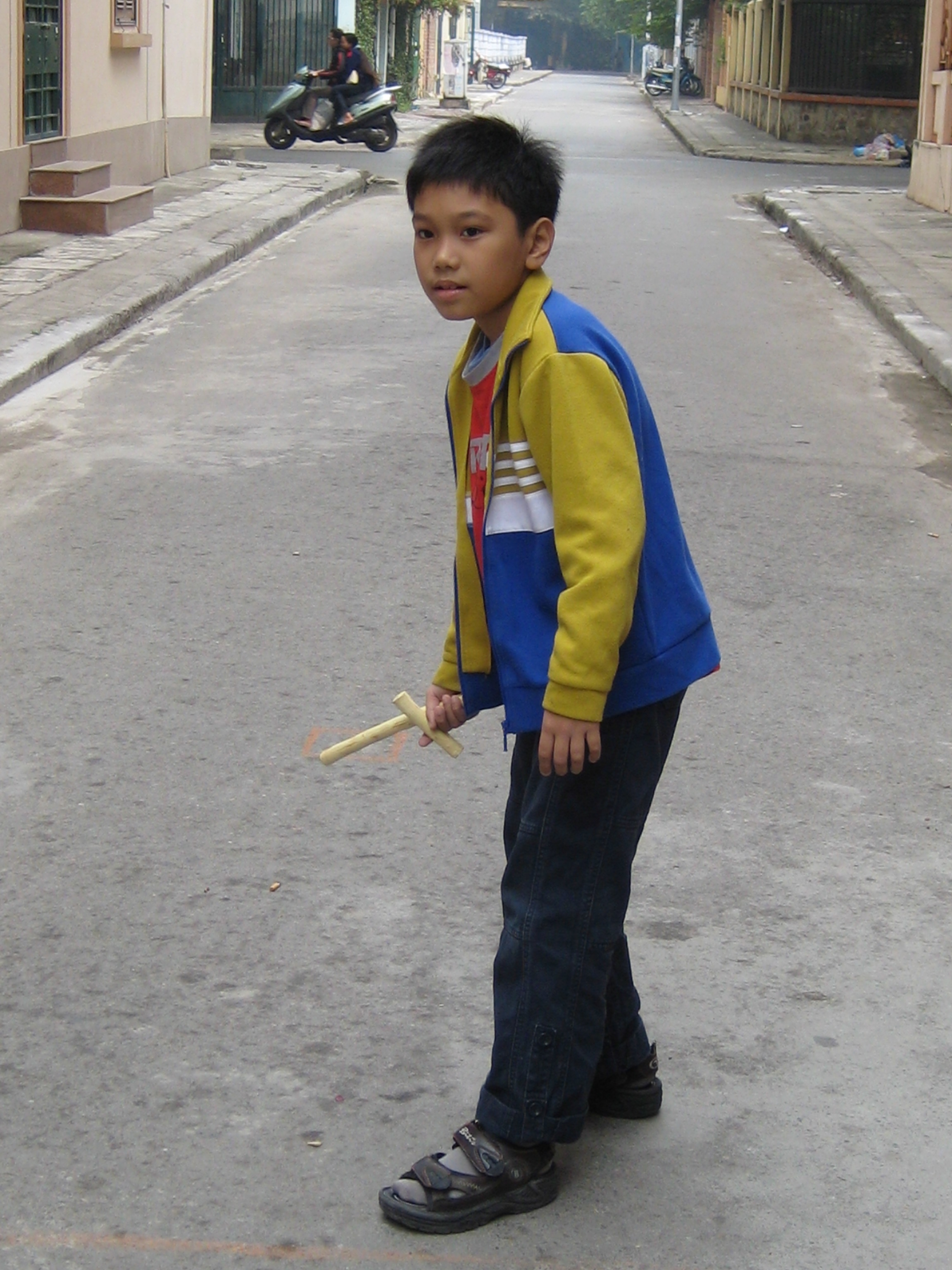
Mắm 30 bắt chưa!

- Khi người đánh chuẩn bị thực hiện một cú mắm hay gà thường hô to một khẩu lệnh có cấu trúc cơ bản là: KTD + SD!, trong đó KTD là kỹ thuật đánh mà người đó chuẩn bị thực hiện (mắm hay gà); SD là số điểm mà người đó đã ghi được. Ví dụ một khẩu lệnh đầy đủ là: Mắm 30!, người đánh chỉ bắt đầu thực hiện cú đánh khi những người cản phá đã đồng thanh hô trả lời với hàm ý đã sẵn sàng (như hô bắt hoặc bắt rồi, đón rồi). Khẩu lệnh cơ bản có thể được nối dài thêm như mắm 30, bắt chưa? hay mắm 32, đón chưa?... Nếu người đánh hô nhầm một trong hai thành phần cơ bản của khẩu lệnh có thể bị mất lượt.
- Người ghi được điểm là người tiến hành đo để tính số điểm và cho đỡ tốn thời gian, người đó thường đo khá nhanh theo cách liên tục xoay đầu mút của cái hoặc con trên nền đất. Vì thực hiện đo nhanh như thế, con hoặc cái không tiếp xúc cả chiều dài với mặt đất mà chỉ có đầu mút chạm đất nên dễ xảy ra trường hợp khoảng cách đi qua sau một lần xoay ngắn hơn chiều dài của dụng cụ đo đo đó điểm được tính nhiều hơn thực tế. Kiểu đo này trẻ em gọi là đo chân chó. Để đảm bảo tính công bằng, đối phương sẽ giám sát việc đo và nhắc nhở hoặc yêu cầu đo lại nếu tình huống đo chân chó xảy ra. Một cách thuận tiện hơn là trước khi cuộc chơi bắt đầu, ngoài vạch kẻ ngang làm mốc, người chơi sẽ dùng cái đo một cách cẩn thận rồi kẻ tiếp một số đường song song và cách đều vạch mốc những khoảng tương đương với 5 hoặc 10 lần chiều dài của cái. Khi tính điểm chỉ cần đo đến vạch gần nhất rồi tính toán ra số điểm (điểm sau cú đánh gà được tính căn cứ vào tỷ lệ giữa chiều dài của cái và con hoặc quy ước một tỷ lệ nào đó cho dễ tính toán).
- Phần thưởng cho bên thắng cuộc: những người thắng cuộc được nhận phần thưởng thỏa thuận từ trước và trong trò chơi này một phần thưởng rất thú vị hay được dùng là những người thua phải cõng những người thắng cuộc trên lưng. Đại diện những người thắng cuộc thực hiện một cú mắm không có cản phá, điểm con dừng lại trên mặt đất cho đến vạch ngang làm mốc chính là quãng đường những người thắng cuộc được cõng. Số lượt mà bên thua phải cõng bên thắng có thể thỏa thuận trước hoặc các đôi cõng nhau xuất phát đồng thời, khi về đến vạch ngang làm mốc, một đại diện bên thắng cầm con ném vào cái lúc này đã được đặt nằm ngang trên lò, nếu ném trúng thì lượt cõng lại tiếp tục hay bên thắng cuộc thực hiện một động tác mắm khác để xác định quãng đường mới.

## Biến thể
Cũng như những trò chơi dân gian khác, đánh khăng có một số biến thể trong luật chơi:
- Khi người đánh thực hiện xong một động tác có thể ghi điểm, những người cản phá thay vì dùng con ném về phía cái đặt ngang trên lò sẽ ném về phía lò sao cho nó dừng lại càng gần lò càng tốt. Người đánh sẽ cầm cái đứng tại chỗ, sát vạch ngang làm mốc và tìm cách đánh vào con do đối phương ném nhằm đẩy nó ra xa lò để có thể ghi được nhiều điểm. Tuy nhiên thể thức này thường kèm theo điều kiện đối phương có quyền cản phá và nếu họ bắt được con thì điểm khi đó thuộc về đối phương.
- Khi thực hiện kỹ thuật gà, người đánh sau khi đã gõ cho con nảy lên có thể thực hiện động tác khấc không có chuẩn bị rồi mới đánh con bay ra xa. Số điểm (nếu có) sau khi xác định theo cách bình thường sẽ được nhân với số lần khấc để tính cho người đánh hoặc người bắt được con.
- Trong lần đánh gà, nếu người cản phá bắt được con khi con chưa chạm đất thì người đánh không những mất lượt chơi mà còn mất toàn bộ số điểm đang có trong lượt chơi đó.
- Một cách tính điểm khác: ở mỗi kĩ thuật đánh, nếu người cản phá không bắt được "con" khi "con" chưa chạm đất, thì người cản phá sẽ đứng tại vị trí "con" chạm đất và ném "con" về phía "lò". Lúc này nếu đang ở KTD cầy thì người đánh phải đặt "cái" nằm ngang trên "lò", 2 KTD còn lại thì không cần. Nếu người cản phá ném "con" lại mà trúng "cái" đang nằm trên "lò" hoặc "con" nằm vào trong "lò", thì người đánh bị tính thua cuộc. Nếu người cản phá ném "con" không trúng "cái", và "con" nằm ngoài "lò", thì lúc này mới dùng "cái" (hoặc "con" tuỳ thoả thuận ban đầu) để đo khoảng cách từ vị trí "con" chạm đất (khi ném trở lại) tới "lò" để tính điểm. Cách tính này làm giảm cơ hội thắng của người đánh khá nhiều (nếu người cản phá ném tốt thì có thể ném "con" trúng "cái" hoặc "con" nằm luôn vào lò để loại luôn người đánh, hoặc ném "con" về rất gần "lò" làm người đánh ghi được rất ít điểm (có thể không ghi được điểm, tuy vẫn được đánh tiếp). Tuy người đánh có quyền phá cú ném "con" trở lại, nhưng cơ hội phá không cao lắm do người cản phá thường ném "con"bay sát mặt đất hoặc ném mạnh, rất khó đánh trúng.
- Khi đại diện bên thắng cuộc thực hiện kỹ thuật mắm để xác định quãng đường được cõng thì bên kia có quyền cản phá và nếu họ cản phá thành công, quãng đường sẽ bị rút ngắn lại hoặc việc cõng bị hủy bỏ.

## Đánh khăng trong đời sống và văn học, nghệ thuật
- Thành ngữ: ăn như đánh khăng vào mồm ngụ ý chê trách hoặc diễu cợt những người khi ăn gắp thức ăn từ đĩa cho thẳng vào miệng mà không đặt vào bát ăn của mình.
- Ca dao:

Hoài tiền mua thuốc nhuộm răng
Để tiền mua mía đánh khăng vào mồm
- Trích kịch thơ Kiều Loan của Hoàng Cầm

...Những người say tuý luý ở bên đường
Là do thám rất tài tình cho Quang Diệu
Những đứa bé đánh khăng và chơi kiệu
Lại đưa đường cho giặc lén vào thành...